# Muziekgroep

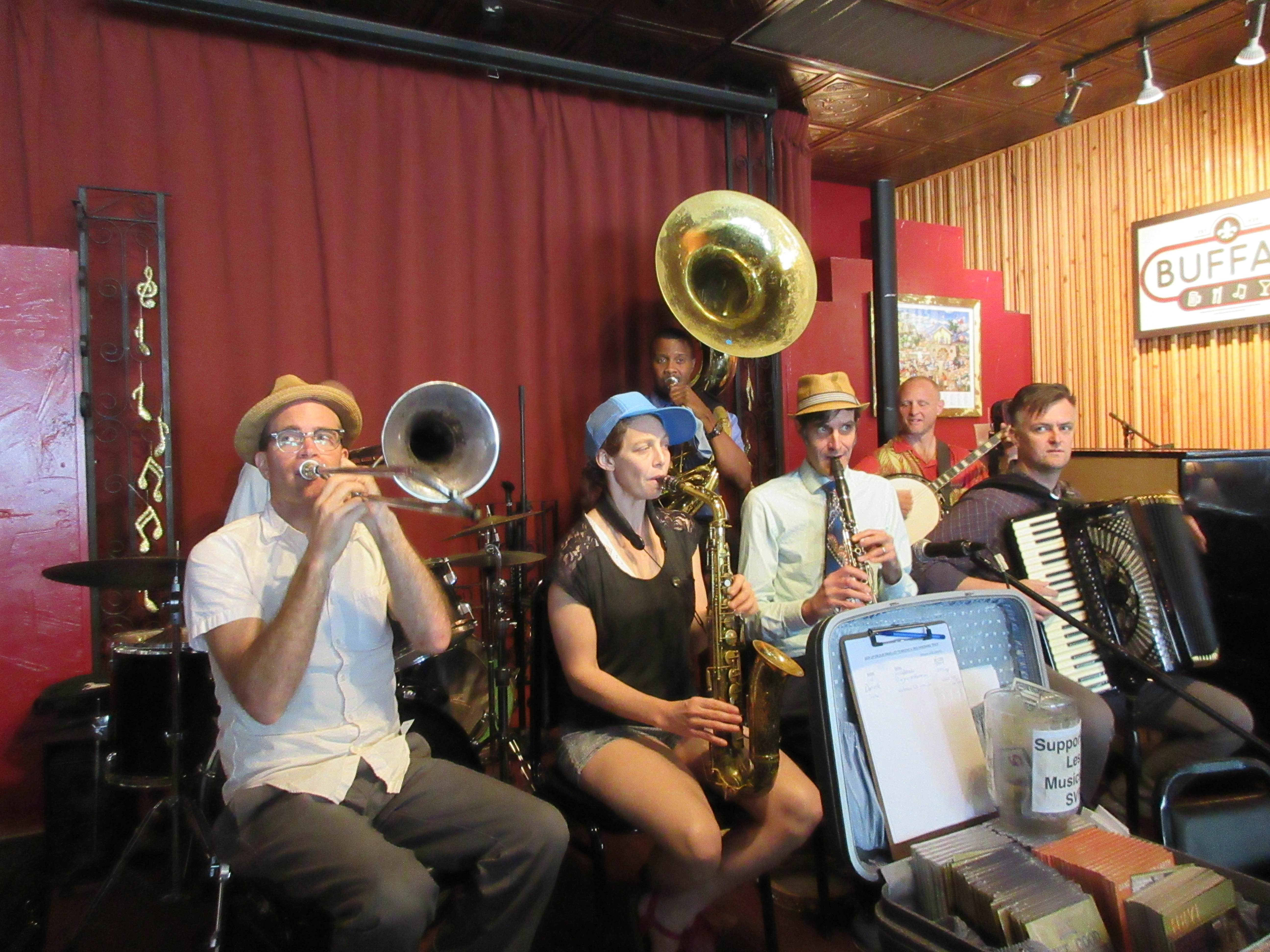
Een jazzband

Een muziekgroep of een band is een groep muzikanten of een muziekensemble, gewoonlijk in de populaire of volksmuziek, die muzikale arrangementen speelt of improviseert.

## Typen bands
- bigband
- bluegrassband
- boyband
- brassband
- drumband
- fanfare
- harmonie
- jamband
- jamboreeband
- jazzband
- meidengroep
- popgroep
- praiseband
- rockband
- showband
- steelband
- strijkorkest of strijkersensemble, met alleen strijkinstrumenten; in kleine bezetting vooral vroeger ook wel strijkje genoemd
- supergroep